# Vesubia (genere)
Vesubia Simon, 1909 è un genere di ragni appartenente alla famiglia Lycosidae.

## Distribuzione
Questo genere è diffuso in Italia, Polinesia, Ucraina, Russia europea e in Uzbekistan: la specie dall'areale più vasto è la Vesubia vivax reperita in varie località dell'Eurasia centrale.

## Tassonomia
Le caratteristiche di questo genere sono state desunte dalle analisi sugli esemplari tipo di Trabea jugorum Simon, 1881.
Non sono stati esaminati esemplari di questo genere dal 2005.
Attualmente, a dicembre 2021, si compone di 3 specie:
1. Vesubia caduca (Karsch, 1880) - Polinesia
2. Vesubia jugorum (Simon, 1881)[2] - Italia
3. Vesubia vivax (Thorell, 1875) - Ucraina, Russia europea, Uzbekistan

### Specie trasferite
- Vesubia gertschi (Fox, 1935); trasferita al genere Alopecosa Simon, 1885 con la denominazione Alopecosa gertschi (Fox, 1935) e posta in sinonimia con Alopecosa albostriata (Grube, 1861) a seguito di un lavoro degli aracnologi Yu & Song (1988c)[1].
- Vesubia ligata O. Pickard-Cambridge, 1869; trasferita al genere Hogna Simon, 1885 con la denominazione Hogna ligata (O. Pickard-Cambridge, 1870)[1].
- Vesubia magallanica Karsch, 1880; trasferita al genere Lycosa Latreille, 1804 con la denominazione Lycosa magallanica (Karsch, 1880)[1].